# Waw
Waw是许多闪米特字母表中的第六个字母，包括這一個的腓尼基字母、亚兰字母、希伯来字母‎、叙利亚字母以及阿拉伯字母‎（现代为第27个阿拉伯字母）。
希腊字母Ϝ（现已不再使用）与Υ便源于腓尼基字母，后来又演变为了拉丁字母F、V、U、W、Y以及西里尔字母У。